# پابلو رامون
پابلو رامون (انگلیسی: Pablo Ramón؛ زادهٔ ۳۰ ژوئن ۲۰۰۱) بازیکن فوتبال اهل اسپانیا است که به صورت قرضی برای باشگاه فوتبال میراندس بازی می‌کند.
از باشگاه‌هایی که در آن بازی کرده‌است می‌توان به مایورکا اشاره کرد.
وی همچنین در تیم‌های ملی فوتبال زیر ۱۸ سال اسپانیا و زیر ۱۹ سال اسپانیا بازی کرده‌است.